# David Böddener
David Böddener (* 13. November 1546 in Uttershausen/Hessen; † 27. August 1612 im Kloster Anrode/Eichsfeld) war Propst zweier Klöster im Eichsfeld am Ende des 16. und Anfang des 17. Jahrhunderts.

## Leben und Wirken
Böddener wurde am 13. November 1546 in Uttershausen (heute Schwalm-Eder-Kreis, früher Amt Homburg an der Efze) geboren. Sein Vater Kasper (1505–1574) war ab 1541 in Uttershausen als Pastor eingesetzt. Dieses Amt führte er bis zu seinem Tode aus. 1560 trat David Böddener in die Universität in Marburg ein, um dort Theologie zu studieren. Acht Jahre später war er Pfarrer/Pastor in Niedermöllrich bei Wabern an der Eder. 1576 gab er sein Pfarramt auf, denn er beabsichtigte zu konvertieren. Im Mai 1576 besuchte er seinen Bruder Zacharias in Fritzlar.
1574 wurde das Amt Harburg und das Gericht Worbis vereint und der Amtssitz nach Worbis verlegt.
Der damalige Mainzer Kurfürst und Erzbischof Daniel Brendel von Homburg (Reg. ab 1555) visitierte im Jahre 1574 das Eichsfeld, um die dortigen Verhältnisse wieder in Ordnung zu bringen. Mitte Juni 1574 zog er mit seinem Tross von Heiligenstadt nach Mühlhausen. Es ist anzunehmen, dass er dabei auch das Kloster Anrode besichtigte. Um die Visitation zu festigen, ernannte Kurfürst Daniel eine Kommission, die im Frühjahr 1575 nach dem Eichsfeld geschickt wurde. Im Mai 1575 besichtigten zwei Jesuitenpatres, P. Johann Michael und P. Eberhard Huckesau, das Kloster Anrode. „Sie fanden große Unordnung vor und namentlich Vergehen gegen das Armutsgelübte.“
Zu jener Zeit war der unrühmliche Propst Sommersbach noch auf Anrode tätig, den man in ein eichsfeldisches Gefängnis warf, 1576 aber auf Fürsprache der beiden hessischen Landgrafenbrüder Ludwig und Georg, wieder freiließ. Schon 1575 wurde Liborius Becker als Klosterpropst eingesetzt. Er war Weltpriester und wurde von zwei Kaplänen unterstützt; und somit hatte das Kloster keinen Laien mehr an der Spitze. Ihm folgte 1577 David Böddener.

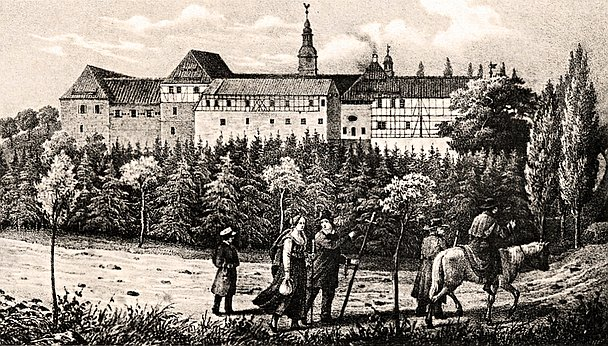
Kloster Anrode im 19. Jahrhundert

Der Mainzer Kurfürst und Erzbischof Daniel Brendel von Homburg setzte ihn im Jahre 1577 als weltlichen Klostervorsteher in Anrode ein. Eingeführt in sein Amt wurde Böddener am 18. Dezember 1577 durch den erzbischöflichen Kommissarius Heinrich Bunthe (Reg. 1574–1600). Böddener war zweimal verheiratet und hatte vier Kinder. Als seine zweite Frau gestorben war, studierte er Theologie und wurde im Jahre 1585 in Erfurt von Weihbischof Nikolaus Elgard (um 1547–1587) – der auch wie Böddener sein Amt im Jahre 1577 antrat – zum Priester geweiht. Böddener war nun als geistlicher Propst auf Anrode und als Pfarrer von Bickenriede eingesetzt. Sein erstes hl. Messopfer feierte David Böddener am 20. Oktober 1585 in der Anröder Klosterkirche. Drei Jahre später wurde Böddener auch noch Probst des bei Struth liegenden Klosters Zella. Durch sein religiöses Vorbild, seinen rastlosen Baueifer und seine weise und kluge Finanzwirtschaft wurde er zum Retter der beiden Klöster. Das nach Hessen verschleppte Archivmaterial schaffte er wieder herbei und verfasste neue Urkundenbücher. Er ließ die Ländereien vermessen und verteidigte die klösterlichen Rechte gegenüber dem Adel, die Klosterdörfer und Mainzer Amtsvögten friedlich und gerichtlich. Ebenfalls bemühte er sich um den Ordensnachwuchs. Auch das Wallfahrtsleben auf dem Hülfensberg, der dem Kloster Anrode unterstand, brachte er wieder in Gang und förderte es. Durch das Auftreten der Pest 1598 wurde seine Familie schwer heimgesucht.
Über die Bautätigkeit Böddeners in Anrode gibt uns folgende Auflistung Auskunft: So baute er 1579 die steinerne gewölbte Brücke, 1581 das Beinhaus zwischen Probstei und Kirche, 1583 das unterste Schweinehaus, 1587 das Äbtissinnenhaus mit Küche, Speisekammer und zwei Erkern, 1590 die Kirche und das Nonnenhaus (Klausur), 1595 die Ziegelei, 1596 einen Schafstall, 1598 die Mühle und das Torhaus, 1599 ein zweites Schweinehaus, erneuerte zwischen 1589 und 1601 die Klostermauer, verlegte ebenfalls 1601 die Wasserleitung aus der Luhne ins Kloster, 1590–1612 das Nonnenschlafhaus (Dormitorium), 1610 die zwei Seiten des Kreuzganges „um der Jungfrauen Kirchhof“ und baute 1611 die unterste Scheune „aus eitelm Eichholz“.
„Warum er im letzten Lebensjahr mit der Kirchenstrafe der Exkommunikation belegt wurde, wissen wir nicht, doch unterwarf er sich demütige der kirchlichen Obrigkeit.“ so der Heimatforscher Bernhard Opfermann.
David Böddener starb am 27. August 1612 im Kloster Anrode.